# فريدريك إرنست شيلر
فريدريك إرنست شيلر (بالألمانية: Friedrich Ernst Scheller)‏ هو سياسي ألماني، ولد في 15 نوفمبر 1791 في ألمانيا، وتوفي بنفس المكان في 21 ديسمبر 1869. انتخب عضو برلمان فرانكفورت.